# Robin Morning
Robin Morning (* im 20. Jahrhundert) ist eine ehemalige US-amerikanische Skirennfahrerin, die drei Weltcup-Platzierungen unter den besten zehn errang.

## Karriere
Morning gelangen drei Weltcup-Platzierungen unter den besten zehn; die beste Platzierung war der achte Platz im Slalom von Schruns am 19. Januar 1967, in dem sie 8,31 Sekunden Rückstand auf Marielle Goitschel hatte. In diesem Rennen war sie die einzige US-Amerikanerin unter den besten zehn.
Ihr einziges Riesentorlauf-Ergebnis unter den besten zehn war der zehnte Platz von Oberstaufen am 5. Januar 1968 mit 4,05 Sekunden Rückstand auf Fernande Bochatay, auch hier war Morning die einzige US-Amerikanerin unter den besten zehn.
Das dritte und letzte Ergebnis gelang ihr mit Rang neun im Slalom von Bad Gastein am 18. Januar 1968 mit 3,40 Sekunden Rückstand auf Florence Steurer. Hier lagen ihre Teamkolleginnen auf Rang vier (Rosie Fortna), sechs (Wendy Allen), acht (Judy Nagel) und zehn (Erika Skinger).

## Erfolge

### Weltcupwertungen
- Drei Platzierungen unter den besten zehn

| Saison | Gesamt | Gesamt | Abfahrt | Abfahrt | Riesenslalom | Riesenslalom | Slalom | Slalom |
| Saison | Platz  | Punkte | Platz   | Punkte  | Platz        | Punkte       | Platz  | Punkte |
| ------ | ------ | ------ | ------- | ------- | ------------ | ------------ | ------ | ------ |
| 1967   | 31.    | 3      |         |         |              |              | 26.    | 3      |
| 1968   | 49.    | 3      |         |         | 22.          | 1            | 37.    | 2      |